# Sotol

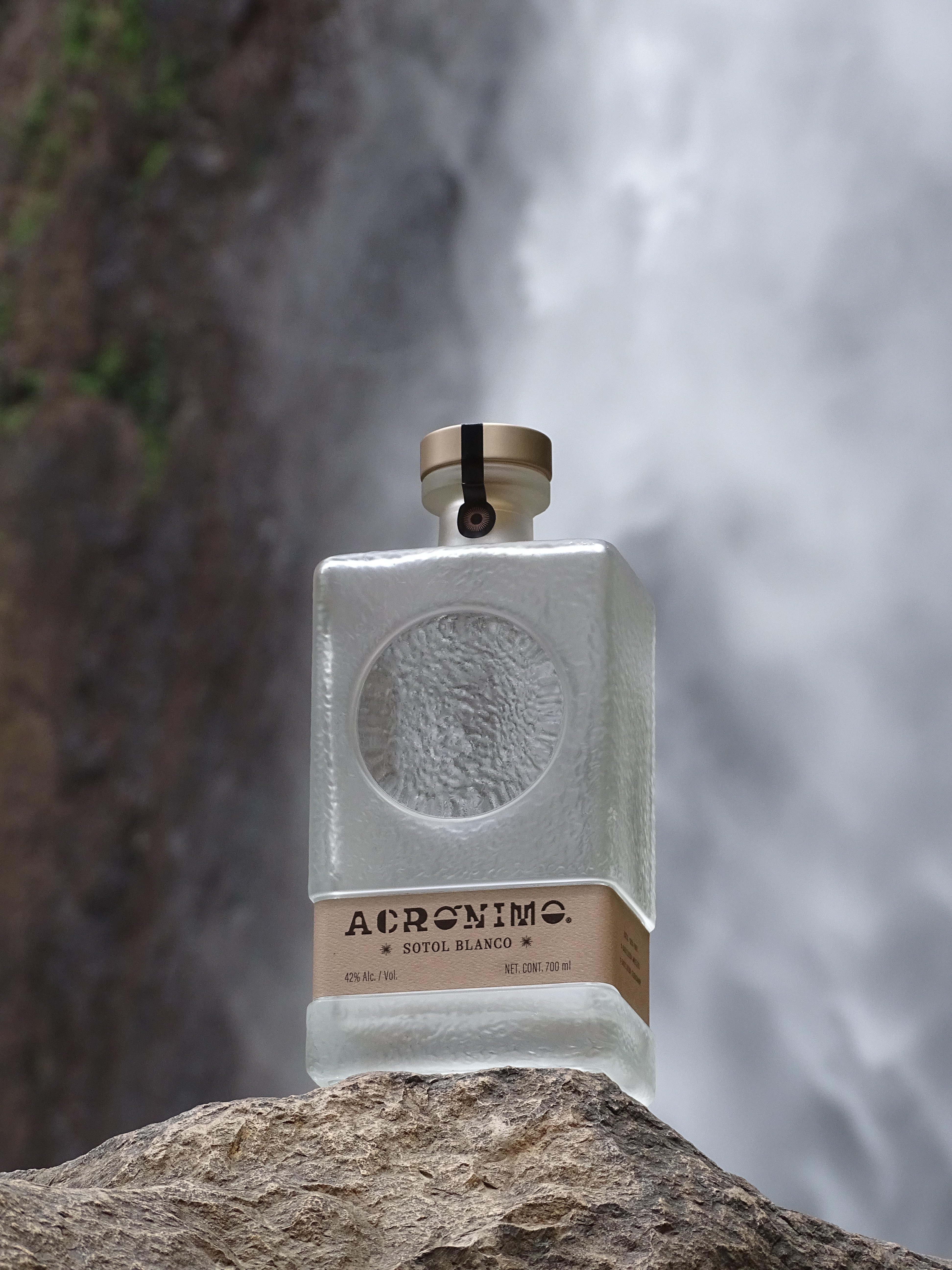
Acrónimo Sotol Blanco

El sotol es una bebida alcohólica mexicana, elaborada a partir de la destilación de la planta homónima. Cuenta con una graduación alcohólica que varía entre los 35 y 55 grados, dependiendo del productor. El sotol es destilado de la cabeza o piña de la planta Dasylirion, de la familia Asparagaceae, conocida con el mismo nombre (o por los Rarámuris con el nombre de sereque) y que crece en el desierto del norte de México. Esta bebida se produce en los estados de Chihuahua, Durango y Coahuila, estados con denominación de origen, así como el sur de Estados Unidos en los estados de Nuevo México, Arizona y sur de Texas; sin embargo, los orígenes de la bebida datan del estado de Chihuahua.
La palabra sotol  o zotol proviene del vocablo náhuatl tzotollin y significa  el dulce de la cabeza, que fue utilizado por los anasazi, los tarahumaras, los tobosos y los apaches desde el año 205 d. C. y aún se mantiene el nombre.
La palabra sereque es la forma en la que el pueblo rarámuri le llama a la planta.
Los conchos y Anasazi han producido, desde hace ochocientos años, bebidas fermentadas a partir del sotol, sin embargo, la bebida tal cual se conoce en la actualidad, se produce de manera posterior a la llegada de los españoles, ya que a los nativos de la región les eran desconocidos los métodos de destilado basados en el uso del alambique o incluso de ollas de barro.

## Dasylirion

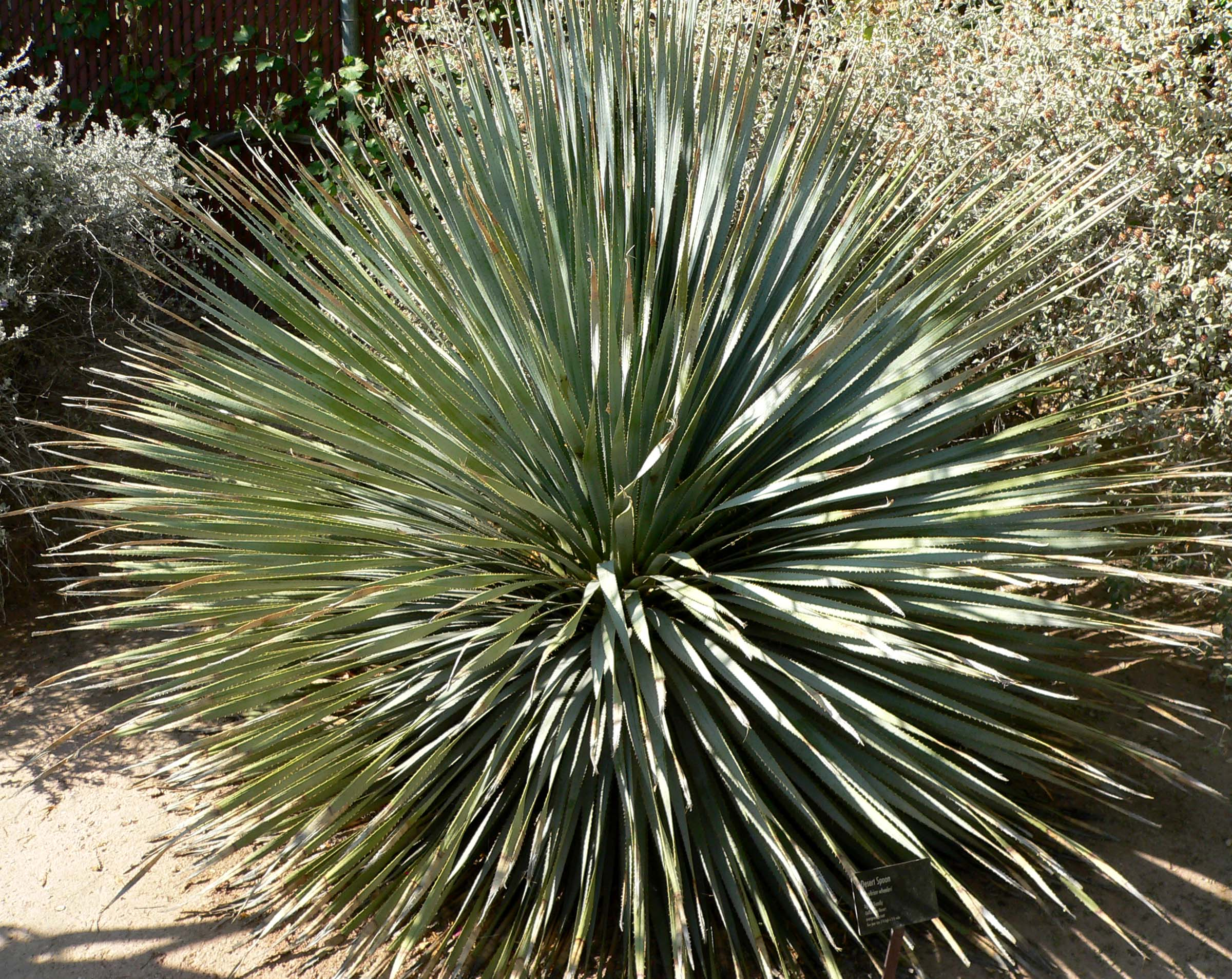
Planta de sotol, de la cual se obtiene el destilado.

Son plantas perennes con raíces cuya propagación horizontal es de 2 a 8.5 milímetros de diámetro. Los tallos son cortos o alargados, a menudo con tronco elevado o recostado. Las hojas son persistentes y numerosas, formando rosetas extendidas; en forma de cuchillas largas lineales, fibrosas, glabras, a veces ceroso-glaucosas, con las bases ampliadas, el solapamiento en forma de cuchara, con márgenes fuertes, con púas curvas y ápice fibroso. Presenta inflorescencias paniculadas, con las panículas estrechas a lo largo y con los tallos leñosos; brácteas casi en forma de hojas, distal estramíneo, lanceoladas; fascículos de racimos densos en axilas de brácteas. Tiene flores pequeñas, funcionalmente unisexuales. Algunas plantas sólo tienen flores masculinas, otras sólo femeninas. Las brácteas florales son laciniadas, membranosas, con seis tépalos distintos, con blanco verde y púrpura, en forma ahuevada, con márgenes denticulados; seis estambres, rudimentarios en el pistilado de las flores. El ovario superior presenta tres ángulos con estaminados abortivos en las flores; pistilo corto, más o menos en forma de correa, ligeramente ampliado en la punta; tres estigmas lobulados, con los lóbulos débilmente connatos en tubo, y con el pedicelo de las flores con pistilado articular
La palabra Dasylirion proviene del griego DASYS y significa "rugosa o despeinado", y LEIRION y significa "lirio".

## Denominación de origen

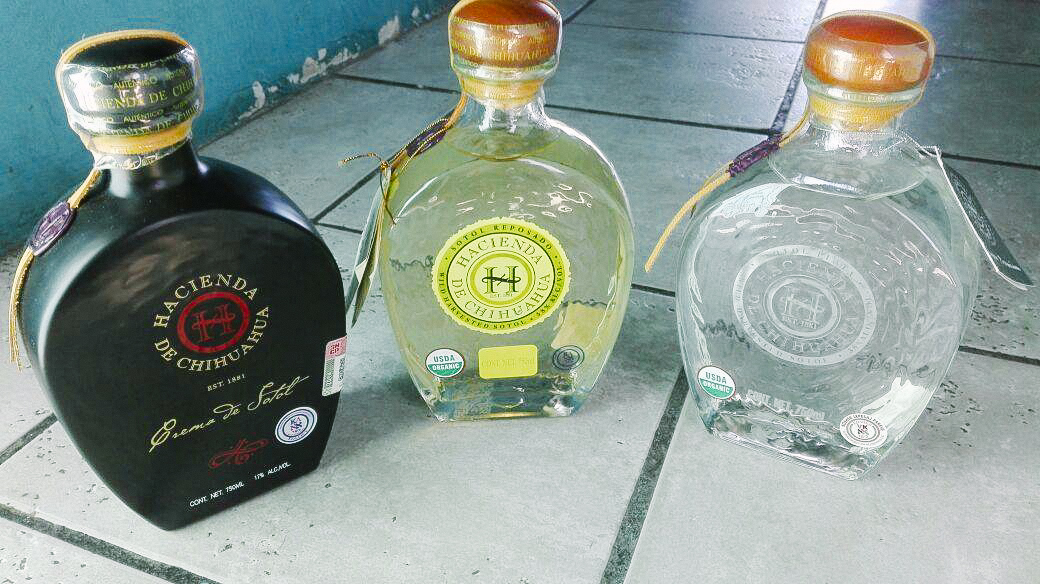
Botellas de Crema de sotol, reposado y plata de la marca Hacienda de Chihuahua.

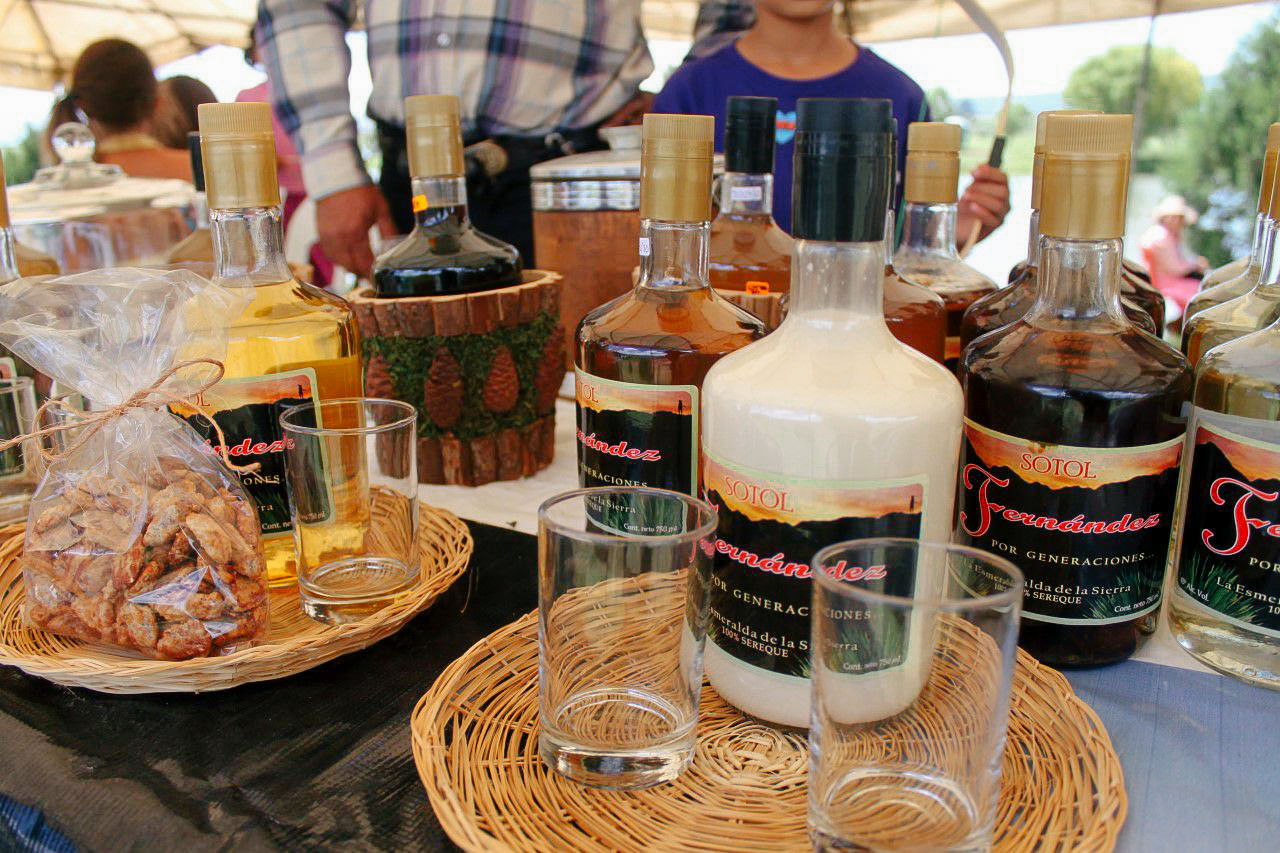
Variedad de Botellas de Sotol de la marca Sotol Fernández.

Desde el 8 de agosto de 2002, el gobierno mexicano otorgó la denominación de origen Sotol, para la zona geográfica de la totalidad de los estados de Chihuahua, Coahuila y Durango. También, esta bebida alcohólica cuenta con una regulación en su producción en territorio mexicano dado por la Norma Oficial Mexicana NOM-159-SCFI-2004.
A nivel internacional, el gobierno mexicano registró la denominación de origen ante la Organización Mundial de la Propiedad Intelectual, conforme al Sistema de Lisboa, en 2003, para los mismos tres estados.

## Lugares de producción

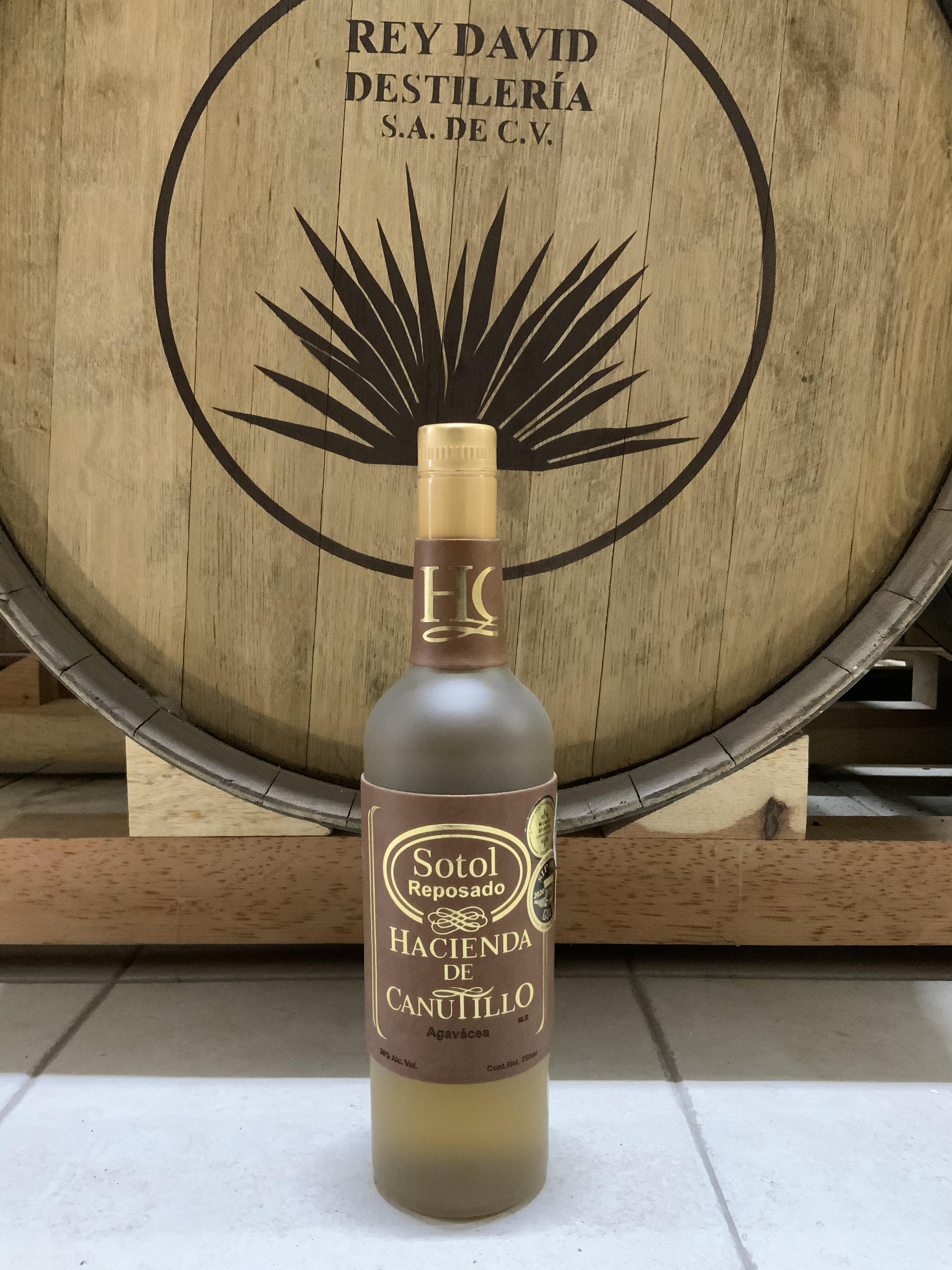
Botella de Sotol reposado de la marca Hacienda de Canutillo.

De acuerdo a la NOM que regula al sotol, éste se puede producir en los territorios de Durango, Coahuila y Chihuahua.
En el estado de Chihuahua se produce de manera artesanal, existiendo en dicho estado diversos productores de la bebida que son considerados de renombre, entre los productores de mayor renombre se encuentran los que se ubican en la ciudad de Chihuahua, en el pueblo de Santiago de Coyame, Aldama y en la región de Delicias. Sin embargo, a partir de la creación de la Norma Oficial Mexicana, se ha dividido la producción de Sotol en cuatro regiones de producción dentro del Estado de Chihuahua, que son: 1. Región Coyame, municipios: Ojinaga, Coyame, Chihuahua
2. Región Jiménez, municipios: Jiménez, Camargo
3. Región Valle Zaragoza, municipios: Valle, Zaragoza, Satevó
4. Región Madera, municipios: Janos, Casas Grandes, Buenaventura, Ignacio Zaragoza y Madera.
Se produce igualmente en el estado de Durango, donde también se produce artesanalmente en los municipios de Lerdo, Mapimí y Cuencamé, siendo especialmente apreciado el de la región de Torrecillas. 

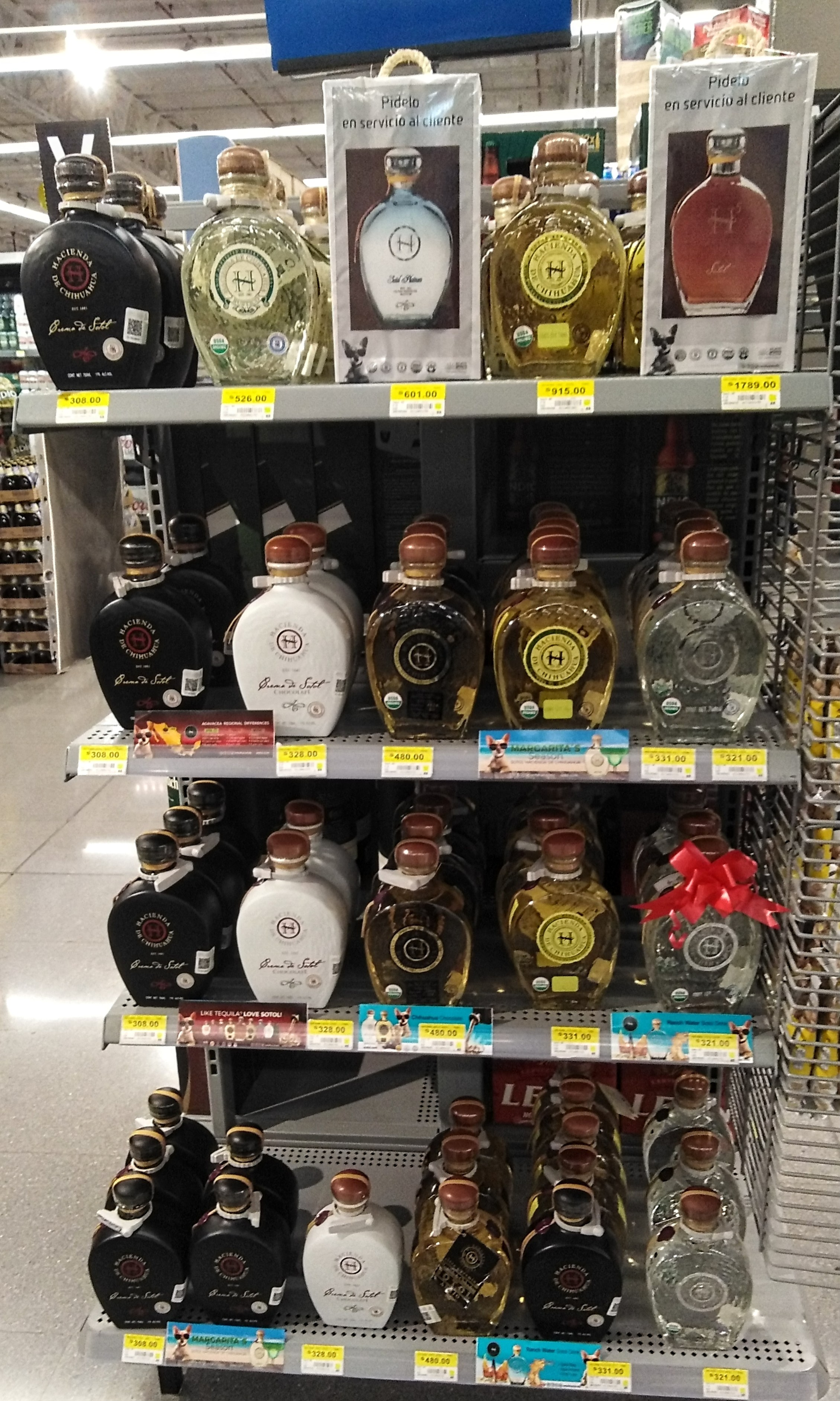
Botellas de Sotol en la sección de licores de un supermercado en Chihuahua Capital.

En el  Estado de Coahuila, su producción se basa principalmente en el Municipio de Torreón , el cual ya cuenta con diferentes premios internacionales. Y de manera artesanal en el Municipio de Ocampo, en la Hacienda de Carrizalejo que se encuentra al Norte de El Berrendo y al este de Castaños. 
En el municipio Cuencame del poblado de Pedriceña Durango y particularmente en la región de torrecillas en el kilómetro 182, se encuentra la productora de Sotol denominado "San Antonio". Del Sotol de punta existen sus derivados como son los  siguientes: Piña colada, membrillo, tamarindo, fresa, guayaba, pera, rompope, chocolate, cafe, entre otros, así mismo se tiene conocimiento de la elaboración de otras variedades como primicia. Si se transita por la carretera Panamericana entre la región lagunera rumbo a Durango, se encuentra este lugar a la orilla de la carretera libre casi llegando a pedriceña.
El sotol, al igual que sus análogos (Tequila, Mezcal, Comiteco, Bacanora y Raicilla), cuenta con diversas presentaciones, que van del Sotol Blanco o Plata, al Joven, Reposado, Añejo y Extra Añejo. Además, algunos productores elaboran un producto conocido como Crema de Sotol, creado a base de mezclar la bebida alcohólica con leche y otros ingredientes.
Hay pocos ejemplos de su producción industrializada, continúa como un producto artesanal y con poca industrialización. Es producido de forma similar a los mezcales del centro y sur de México. Tiene un sabor y textura similar al Mezcal y Tequila; sin embargo, tiene propiedades distintas por ser destilado de una planta distinta. Puede ser envejecido en Barricas, o de manera rústica en botella agregando pasas de uva y nueces, lo que suaviza el sabor. Se le atribuyen diversas propiedades, entre las que se señala el control de la glucosa en los diabéticos.